# Ľubotice
Ľubotice és un poble i municipi d'Eslovàquia. Es troba a la regió de Prešov, al nord del país.

## Història
La primera referència escrita de la vila data del 1298.

## Demografia
| Godina             | 1994 | 2004    | 2014    | 2024    |
| ------------------ | ---- | ------- | ------- | ------- |
| Nombre de persones | 2225 | 2783    | 3200    | 4103    |
| Diferència         |      | +25,07% | +14,98% | +28,21% |

| Godina             | 2023 | 2024   |
| ------------------ | ---- | ------ |
| Nombre de persones | 3974 | 4103   |
| Diferència         |      | +3,24% |